# Джилл Сейвері
Джилл Сейвері (англ. Jill Savery, 2 травня 1972) — американська синхронна плавчиня.
Олімпійська чемпіонка 1996 року.
Чемпіонка світу з водних видів спорту 1994 року.